# Route 220A (Terre-Neuve-et-Labrador)
La route 220A est une route provinciale tertiaire de la province canadienne de Terre-Neuve-et-Labrador située dans le sud-est de l'île de Terre-Neuve, sur la péninsule de Burin. D'orientation nord-est–sud-ouest, elle est située entièrement à Marystown et s'étend sur une distance de cinq kilomètres. Route alternative de la route 220 ainsi que de la route 210, elle est nommée Creston Boulevard et est moyennement empruntée. Son revêtement est asphalté sur l'entièreté de son tracé.

## Tracé
La route 220A débute à Creston, au croisement de la route 220. Elle emprunte une trajectoire nord-est en traversant la ville puis arrive dans Marystown, où elle s'oriente vers le nord-nord-est. Dans le centre-ville, elle termine au croisement de la route 210, qui permet notamment d'accéder à la route Transcanadienne, la route 1.

## Communautés traversées
- Creston
- Marystown